# Club San Ignacio
El Club San Ignacio és un club de futbol amb seu a Vitòria, al País Basc. Fundat el 1964, l'equip juga a Tercera Federació.  Com que és del districte d'Adurtza, l'estadi del club és l'Adurtzabal, que té una capacitat per a 400 espectadors.
El San Ignacio ha estat estretament vinculat al Deportivo Alavés en diverses ocasions; va ser el club formatiu del davanter internacional Ernesto Valverde.

## Història
El San Ignacio Futbol Club és un club de futbol modest però respectat de la ciutat de Vitòria, i molts el situen entre els tres o quatre clubs més destacats d'Àlaba, per darrere del Deportivo Alavés, el CD Laudio i l'Amurrio Club (tot i que el CD Vitoria i el CD Aurrerá de Vitòria tenen un nivell similar).
L'origen del club es remunta a una escola d'Adurtza, l'Escola Pública de San Ignacio, on va néixer el club el 1964, d'aquí el sobrenom que reben de Col·legials. El CF San Ignacio va ascendir a la Tercera Divisió RFEF (la quarta divisió del futbol espanyol) per primera vegada el 1997, després de proclamar-se campió de la Regional Preferent d'Àlaba (6a divisió del futbol espanyol), però només hi va durar una temporada. El 2002, el San Ignacio va aconseguir de nou l'ascens a la Tercera Divisió RFEF, però una vegada més no va poder aguantar més d'una temporada, descendint al final de la campanya 2002-03.
El 2003, el San Ignacio (que anteriorment havia estat associat a la Real Sociedad) va acordar una col·laboració de quatre anys amb el Deportivo Alavés per acollir el seu segon equip filial a Tercera Divisió. L'afiliat va passar a anomenar-se Alavés C-San Ignacio, mantenint el nom d'Alavés però jugant amb els colors del San Ignacio i normalment acollint els partits al seu camp. Quan aquesta entitat va baixar de categoria la temporada 2004-05, la vinculació amb l'Alavés es va suspendre.
El San Ignacio va continuar operant de manera independent i va tornar a la Tercera dues vegades (en cada ocasió els seus rivals van incloure el Deportivo Alavés B, l'altre equip filial de l'Alabés, i tots dos equips van baixar de categoria la temporada 2008-09). El club continua sent un club soci de l'Alabés. Van tornar a ascendir la temporada 2017-18, i l'Alabés va oferir l'ús de les seves instal·lacions d'Ibaia per als partits d'aquest nivell, ja que la Federació estava preocupada per l'estat de la superfície de joc de l'Adurtzabal. Un ascens posterior a la Segona Divisió B (que el club mai va aconseguir) va ser una possibilitat la temporada 2018-19 fins a la derrota als playoffs.
Entre el 2019 i el 2022, la plantilla del San Ignacio estava composta completament per jugadors de l'Alabés, actuant principalment com a segon equip de reserva darrere de l'Alabés B. El 2022, amb la reactivació de l'Alabés C, el vincle entre l'Alabés i el San Ignacio va tornar a un acord de col·laboració.

## Estadi
Fins a la temporada 2017-18, el San Ignacio va jugar a l'Estadi Adurtzabal, amb gespa artificial. L'estiu del 2018, davant la impossibilitat de jugar els partits a Adurtzabal, el Club San Ignacio va passar a jugar els seus partits a les instal·lacions d'Ibaia, propietat del Deportivo Alavés.

## Temporada a temporada
| Temporada | Nivell | Divisió    | Lloc | Copa del Rei |
| --------- | ------ | ---------- | ---- | ------------ |
| 1971–72   | 5      | 2a Reg.    | 6è   |              |
| 1972–73   | 5      | 2a Reg.    | 4t   |              |
| 1973–74   | 5      | 2a Reg.    | 5è   |              |
| 1974–75   | 5      | 1a Reg.    | 8è   |              |
| 1975–76   | 5      | 1a Reg.    | 6è   |              |
| 1976–77   | 5      | 1a Reg.    | 17è  |              |
| 1977–78   | 6      | 1a Reg.    | 16è  |              |
| 1978–79   | 6      | 1a Reg.    | 15è  |              |
| 1979–80   | 6      | 1a Reg.    | 10è  |              |
| 1980–81   | 6      | 1a Reg.    | 2n   |              |
| 1981–82   | 6      | 1a Reg.    | 2n   |              |
| 1982–83   | 6      | 1a Reg.    | 2n   |              |
| 1983–84   | 6      | 1a Reg.    | 2n   |              |
| 1984–85   | 6      | 1a Reg.    | 1r   |              |
| 1985–86   | 5      | Reg. Pref. | 20è  |              |
| 1986–87   | 6      | 1a Reg.    | 1r   |              |
| 1987–88   | 5      | Reg. Pref. | 3r   |              |
| 1988–89   | 5      | Reg. Pref. | 3r   |              |
| 1989–90   | 5      | Reg. Pref. | 2n   |              |
| 1990–91   | 5      | Reg. Pref. | 8è   |              |

| Temporada | Nivell | Divisió    | Lloc | Copa del Rei |
| --------- | ------ | ---------- | ---- | ------------ |
| 1991–92   | 5      | Reg. Pref. | 10è  |              |
| 1992–93   | 5      | Reg. Pref. | 11è  |              |
| 1993–94   | 5      | Reg. Pref. | 4t   |              |
| 1994–95   | 5      | Reg. Pref. | 3r   |              |
| 1995–96   | 5      | Reg. Pref. | 3r   |              |
| 1996–97   | 5      | Reg. Pref. | 1r   |              |
| 1997–98   | 4      | 3a         | 19è  |              |
| 1998–99   | 5      | Reg. Pref. | 10è  |              |
| 1999–2000 | 5      | Reg. Pref. | 4t   |              |
| 2000–01   | 5      | Reg. Pref. | 2n   |              |
| 2001–02   | 5      | Reg. Pref. | 1r   |              |
| 2002–03   | 4      | 3a         | 19è  |              |
| 2003–04   | 5      | Reg. Pref. | 13è  |              |
| 2004–05   | 5      | Reg. Pref. | 4t   |              |
| 2005–06   | 5      | Reg. Pref. | 1r   |              |
| 2006–07   | 4      | 3a         | 20è  |              |
| 2007–08   | 5      | Reg. Pref. | 1r   |              |
| 2008–09   | 4      | 3a         | 20è  |              |
| 2009–10   | 5      | Reg. Pref. | 3r   |              |
| 2010–11   | 5      | Reg. Pref. | 5è   |              |

| Temporada | Nivell | Divisió                 | Lloc    | Copa del Rei |
| --------- | ------ | ----------------------- | ------- | ------------ |
| 2011–12   | 5      | Preferència de registre | 5è      |              |
| 2012–13   | 5      | Preferència de registre | 3r      |              |
| 2013–14   | 5      | Preferència de registre | 12è     |              |
| 2014–15   | 5      | Preferència de registre | 6è      |              |
| 2015–16   | 5      | Preferència de registre | 7è      |              |
| 2016–17   | 5      | Preferència de registre | 6è      |              |
| 2017–18   | 5      | Preferència de registre | 1r      |              |
| 2018–19   | 4      | 3a                      | 4t      |              |
| 2019–20   | 4      | 3a                      | 7è      |              |
| 2020–21   | 4      | 3a                      | 6è / 5è |              |
| 2021–22   | 5      | 3a RFEF                 | 7è      |              |
| 2022–23   | 5      | 3a Fed.                 | 15è     |              |
| 2023–24   | 5      | 3a Fed.                 | 8è      |              |
| 2024–25   | 5      | 3a Fed.                 |         |              |

- 7 temporades a Tercera Divisió
- 4a temporada a Tercera Federació /Tercera Divisió RFEF

## Jugadors destacats
- Jesús Owono
- Ernesto Valverde
- Asier Salcedo

## CF San Ignacio B
Per a la temporada 2011-12, el club universitari va crear una filial a la Primera Regional d'Àlaba (7a divisió del futbol espanyol) per fitxar els jugadors juvenils que acabaven aquella etapa. 